# Telmatobius sanborni
Telmatobius sanborni es una especie de anfibio anuro de la familia Telmatobiidae.

## Distribución geográfica
Esta especie se encuentra entre los 3100 y 3800 m sobre el nivel del mar en:
- la región de Puno en el sur de Perú;
- la Cordillera de Apolobamba, en la provincia de Franz Tamayo en el departamento occidental de La Paz de Bolivia.[3]

## Etimología
Esta especie lleva el nombre en honor a Colin Campbell Sanborn (1897-1962) quien descubrió el holotipo.

## Publicación original
- Schmidt, 1954: Notes on frogs of the genus Telmatobius, with descriptions of two new Peruvian species. Fieldiana Zoology, vol. 34, n.º 26, p. 277-287[4]